# Helleruplund Sogn
Helleruplund Sogn er et sogn i Gentofte Provsti (Helsingør Stift). Sognet ligger i Gentofte Kommune (Region Hovedstaden). Indtil Kommunalreformen i 2007 lå det i Gentofte Kommune (Københavns Amt), og indtil Kommunalreformen i 1970 lå det i Sokkelund Herred (Københavns Amt). I Helleruplund Sogn ligger Sankt Lukasstiftelsens Kirke og Helleruplund Kirke.
I Helleruplund Sogn findes flg. autoriserede stednavne:
- Bernstorffsvej (station)

## Befolkning
Indbyggertal ifølge folketællingerne:
| År   | Indbyggere |
| ---- | ---------- |
| 1950 | 8.306      |
| 1955 | 7.983      |
| 1960 | 7.732      |
| 1965 | 7.281      |
| 1970 | 6.395      |
| 1976 | 5.726      |
| 1981 | 5.717      |